# Čížkův mlýn
Čížkův mlýn se nachází na potoce Olešenka v obci Rzy asi 2 km východně od městyse Nový Hrádek.

## Historie
Mlýn je připomínán již v roce 1654. Ze 2/3 je dřevěný, vlastní areál zahrnoval 2 mlýnice a hospodářské stavení. V roce 1911 zde jeho majitel Josef Čížek přistavěl tkalcovnu s vodní turbínou. V roce 1920 proběhla velká rekonstrukce. V roce 1940 si mlýn najal továrník Josef Bartoň z Dobenína. V roce 1949 svou činnost mlýn ukončil a tak v roce 1959 ho od majitelů odkoupila společnost Rubena Náchod, která ho využívala jako rekreační středisko především pro dětské tábory. Bylo zde vybudováno tábořiště, postaveny dřevěné chatičky pro děti a v roce 1965 velká jídelna. V 80. a 90. letech 20. století zde vznikly tenisové kurty, hřiště i moderní bazén. V roce 1988 byla přistavěna správní budova. Od roku 1998 však areál nebyl využíván, byl postupně vyrabován a postupně zchátral. V roce 2019 mlýn změnil majitele a celý zdevastovaný areál byl stržen.

## Galerie

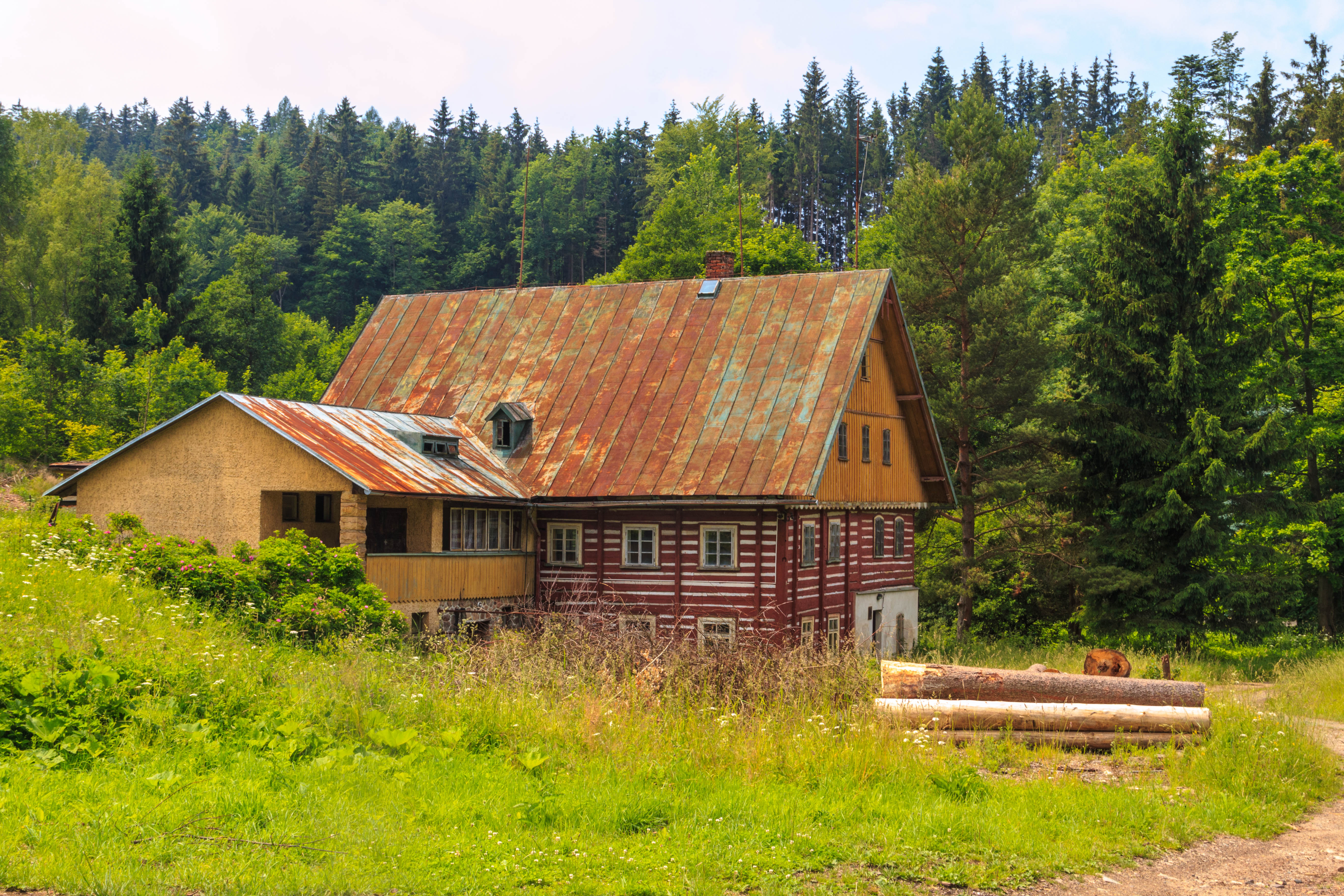
Čížkův mlýn v roce 2017
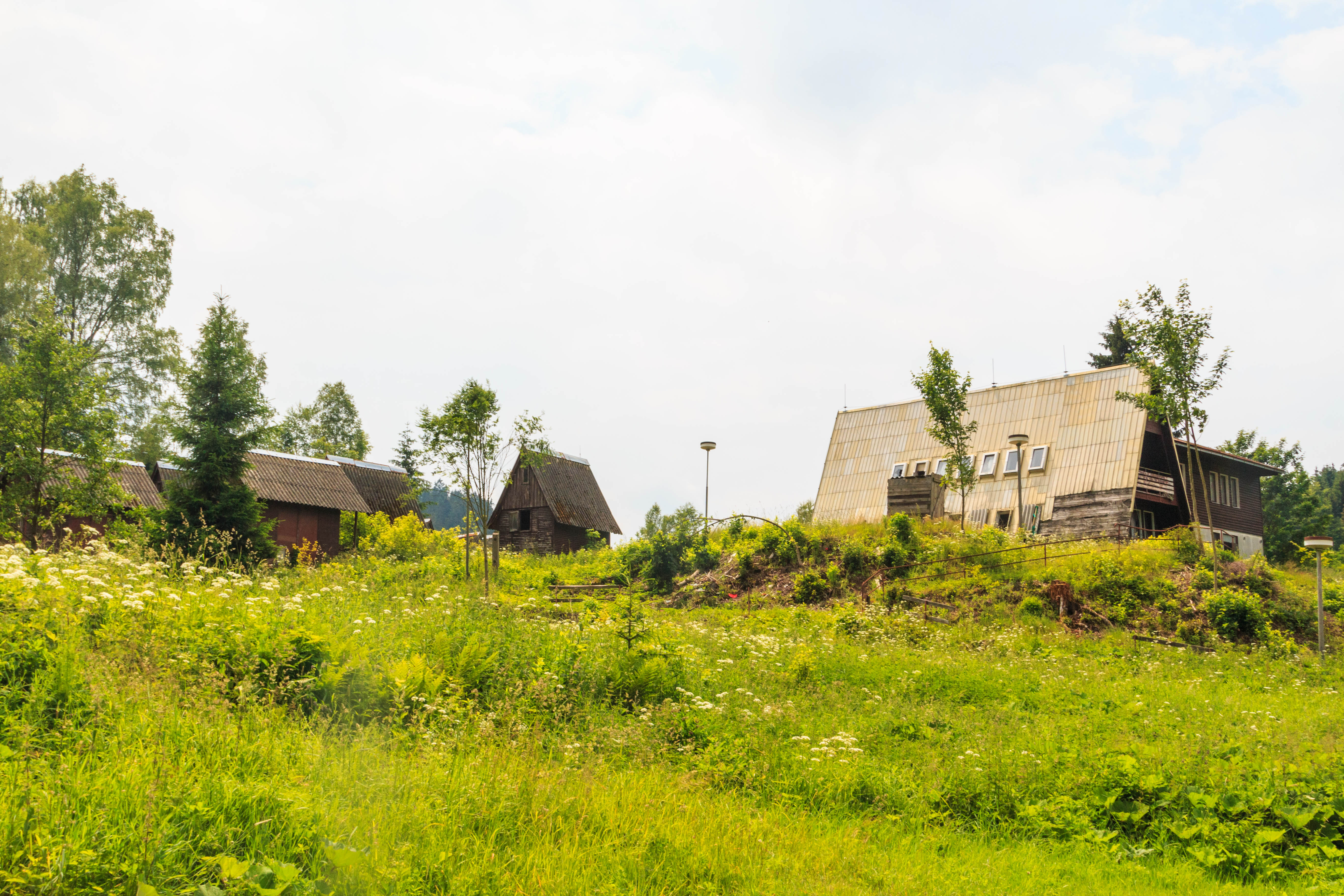
Čížkův mlýn v roce 2017
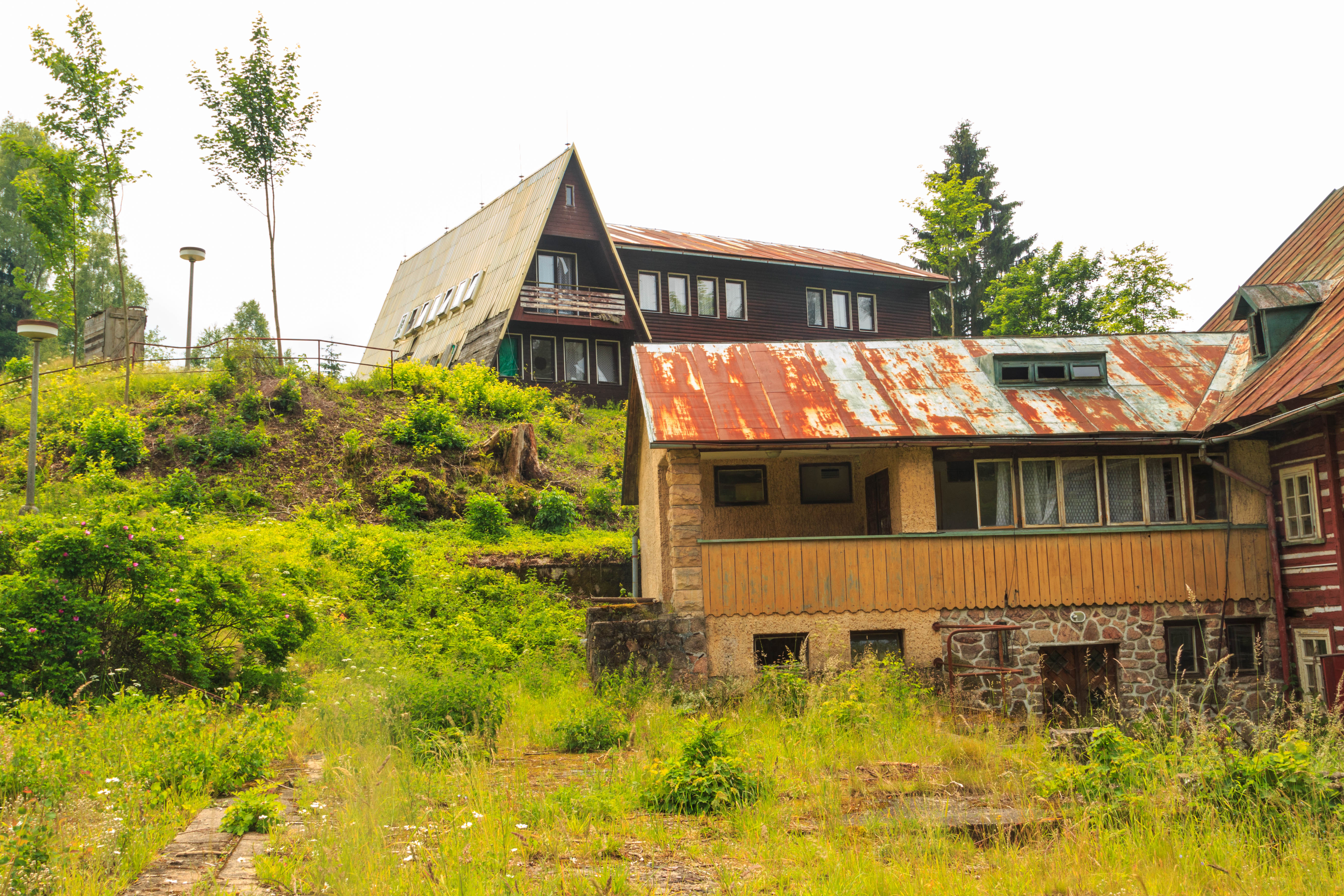
Čížkův mlýn v roce 2017